# Lac de Misurina
Le lac de Misurina (en italien : lago di Misurina) est le plus grand lac naturel de la région du Cadore. Il est situé à 1 754 mètres d'altitude, à Misurina, un hameau de la commune d'Auronzo di Cadore, dans la province de Belluno et la région Vénétie en Italie. 

## Caractéristiques
Son périmètre est de 2,6 kilomètres et sa profondeur est de 5 mètres.
Les caractéristiques climatiques et notamment la qualité de l'air de l'endroit conviennent aux personnes souffrant de problèmes respiratoires ; ainsi, le seul centre de cure de l'asthme bronchique de l'enfant en Italie est installé près du lac.
Les bords du lac, avec une dizaine d'hôtels, offrent une capacité d'accueil de 500 personnes.
Le lac Misurina a été le cadre des quatre épreuves de patinage de vitesse des Jeux olympiques de 1956 de Cortina d'Ampezzo ; elles ont d'ailleurs été les dernières à se dérouler sur un site naturel.

## Légende
Dans une légende, rendue célèbre, notamment, par une chanson interprétée par Claudio Baglioni, Misurina est une toute petite jeune fille capricieuse et égoïste ; elle vit dans les Dolomites, littéralement dans la paume de son géant de père, le roi Sorapis. Elle apprend l'existence du miroir magique, appelé je sais tout de la fée du Monte Cristallo et insiste auprès de son père afin de l'obtenir. La fée accepte de céder son miroir mais impose une condition au roi :  « Je te donnerai le miroir mais en échange comme tu es grand et fort, tu devras te transformer en montagne pour faire un peu d'ombre à mes fleurs. »
Sorapis accepte la proposition et la fée précise :
« Je sais que c'est un très grand sacrifice pour toi. Demande donc à ta fille si elle est disposée à renoncer dans quelque temps au miroir ; comme cela tu ne resteras pas une montagne éternellement. »
Sorapis se mue en montagne et Misurina, en voyant la transformation de ce dernier, a un vertige et tombe avec le miroir. Des yeux de son père coulent alors des larmes qui forment le lac de Misurina, dans les eaux duquel reposent sa fille et son miroir magique.

## Galerie

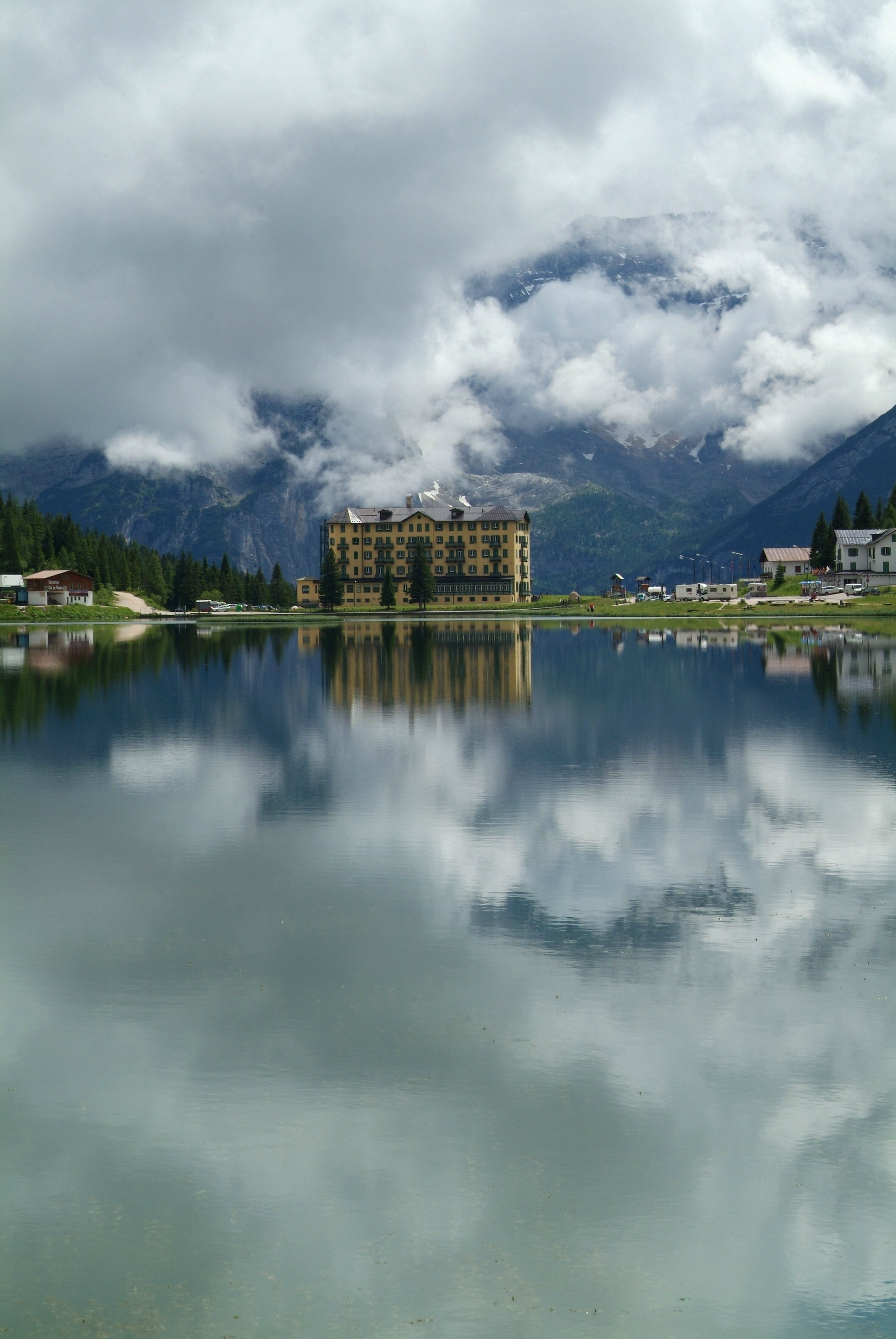
Le lac de Misurina.
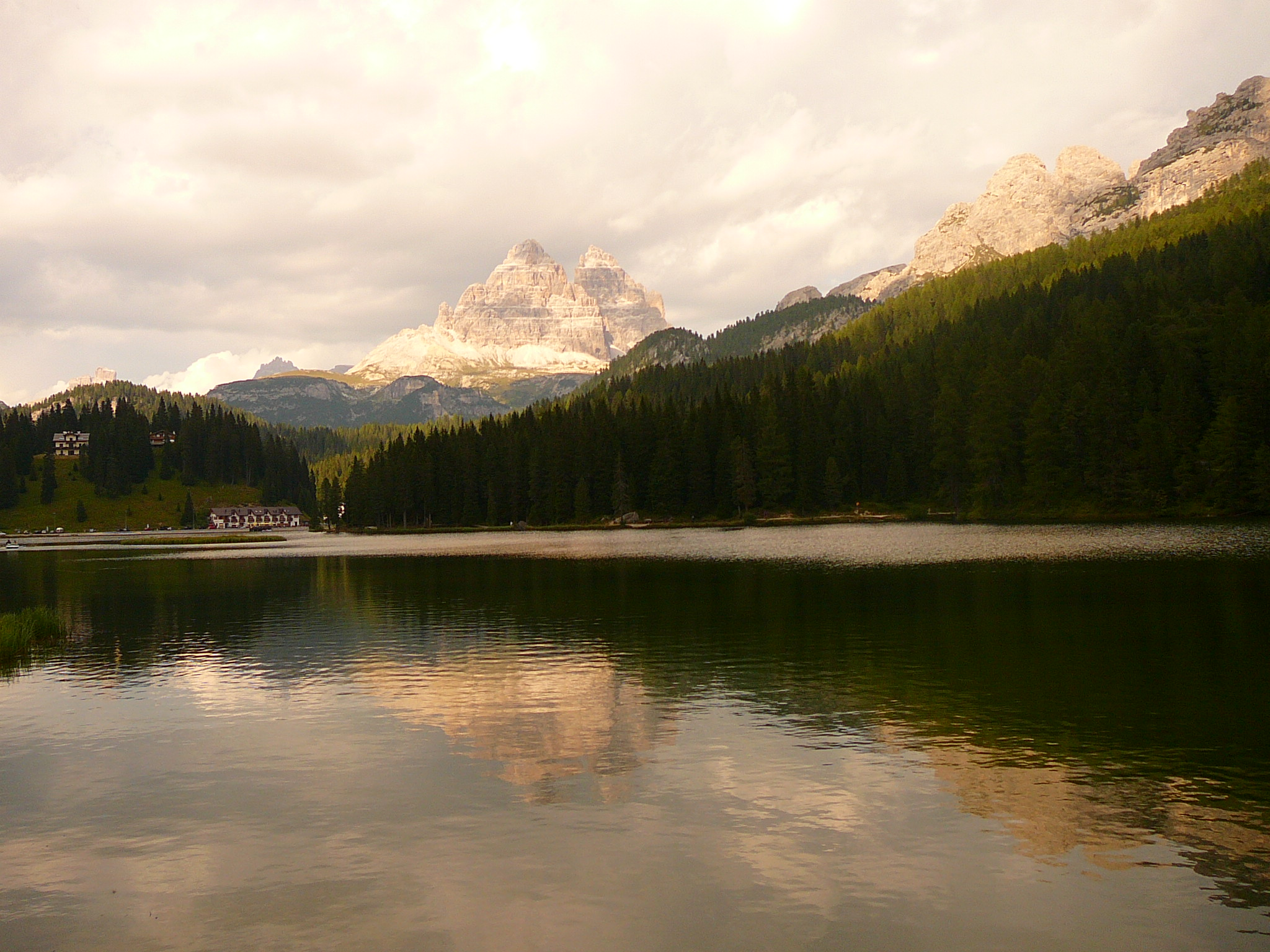
Le lac de Misurina.
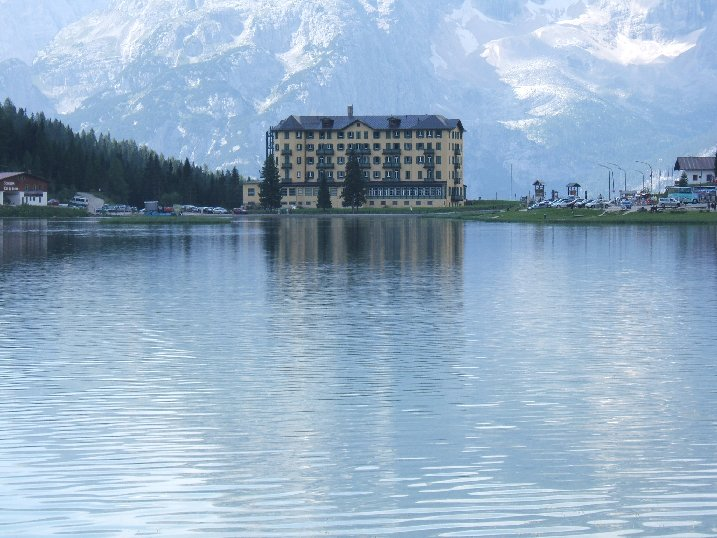
Le lac de Misurina.